# 코소보의 대통령

코소보의 대통령 문장

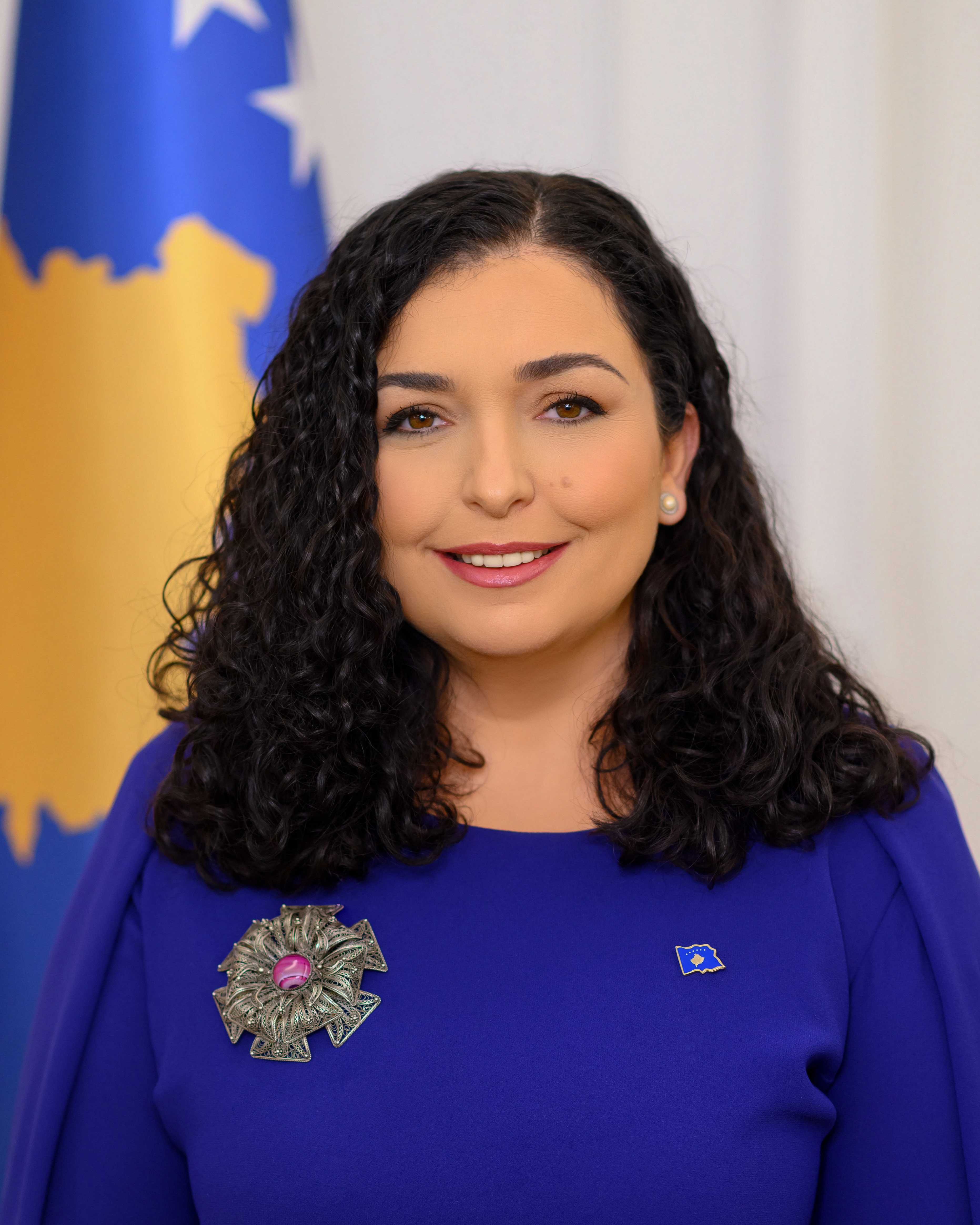
현 코소보 대통령 비오사 오스마니

코소보 공화국의 대통령(알바니아어: Presidenti i Republikës së Kosovës, 세르비아어: Председник Републике Косова / Predsednik Republike Kosova)은 국가를 대표하는 코소보의 국가원수다.
현재 코소보의 대통령은 비오사 오스마니이며, 2021년 4월 4일에 취임하였다.